# LL
För andra betydelser, se LL (olika betydelser).

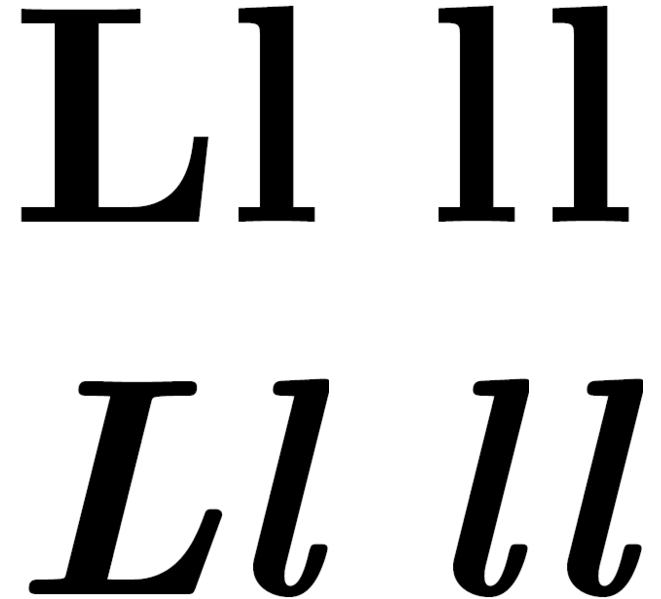
Ll-varianter.

LL eller Ll (gemenform: ll) är en digraf sammansatt av två l; den används i spanskan, albanskan, katalanskan och galiciskan. Den räknades som en bokstav i spanskan och katalanskan fram till 2010.

## I olika språk

### Katalanska
På katalanska skrivs kombinationen alltid Ll eller ll. Den behandlas sedan 2010 som en digraf och inte som en separat bokstav (i enlighet med beslutet om spanskan samma år). Uttalet motsvarar [λ]. I katalanskan ska ll skiljas från l·l, som istället motsvarar ett långt L-uttal (utom i valencianska).

### Spanska
Ll har varit en officiell bokstav sedan 1803 och uttalas i riksspanska som [ʎ], i Centralamerika som [ʒ] och som [ʝ] i Sydamerika och Aragonien.
Bokstaven stavas oftast som Ll i början av ord, fastän det åtminstone tidigare var mest korrekt som LL, exempelvis som LLamo (istället för Llamo). Fast båda varianterna har dock räknats som officiella stavelser. Den spanska akademin beslutade 2010 att ll (liksom ch) då inte längre skulle betraktas som egna bokstäver utan som digrafer med olika bokstäver.